# Saint-Thomas-de-Courceriers
Saint-Thomas-de-Courceriers – miejscowość i gmina we Francji, w regionie Kraj Loary, w departamencie Mayenne.
Według danych na rok 1990 gminę zamieszkiwało 249 osób, a gęstość zaludnienia wynosiła 19 osób/km² (wśród 1504 gmin Kraju Loary Saint-Thomas-de-Courceriers plasuje się na 1023. miejscu pod względem liczby ludności, natomiast pod względem powierzchni na miejscu 866.).